# Memli Krasniqi

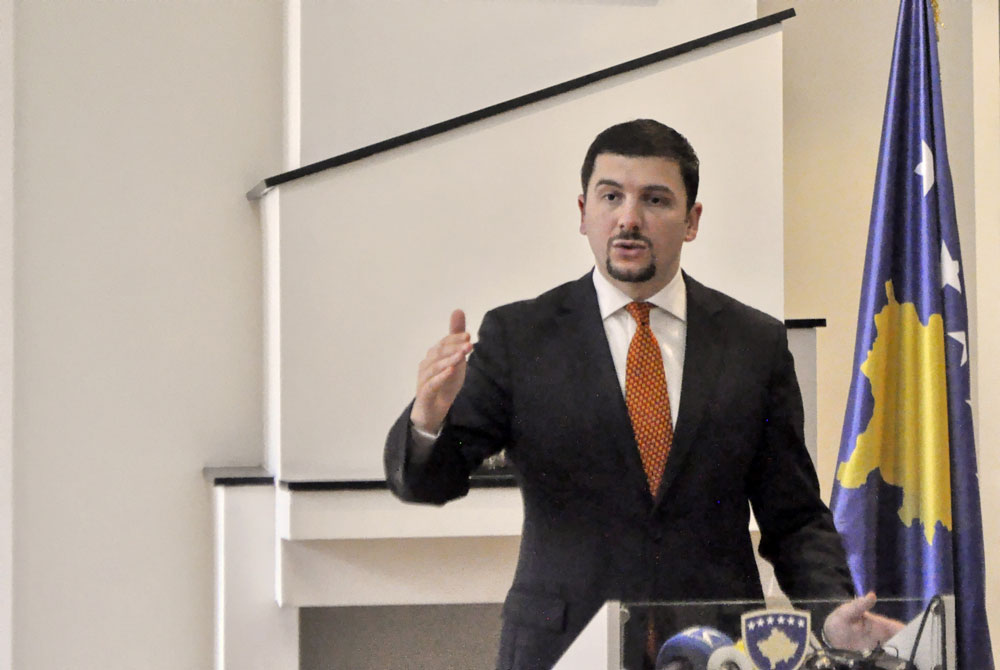
Memli Krasniqi

Memli Krasniqi (* 25. Januar 1980 in Pristina) ist ein kosovarischer Politiker. Seit Juli 2021 ist er der Vorsitzende der Partia Demokratike e Kosovës (PDK). Krasniqi war zuvor Minister für Landwirtschaft, Forstwirtschaft und ländliche Entwicklung (2014–2017) und Minister für Kultur, Jugend und Sport (2011–2014).

## Leben und Ausbildung
Krasniqi wurde in Pristina geboren und hat zwei Schwestern. Er ist verheiratet und hat drei Kinder. Sein Vater Milazim ist ein politischer Analytiker.
Er besuchte die „Hasan Prishtina“-Grundschule und das „Xhevdet Doda“-Gymnasium. Sein Studium schloss er in Politikwissenschaften und der öffentlichen Verwaltung an der Philosophischen Fakultät der Universität Prishtina ab. Danach erwarb er einen MSc-Abschluss in Internationalen Beziehungen an der London School of Economics and Political Science (LSE).
In den Jahren 1999 und 2000 arbeitete er als Journalist für die amerikanische Nachrichtenagentur Associated Press und 2002 war er Direktor für Öffentlichkeitsarbeit im Telemedizinischen Zentrum des Kosovo.
Viele Jahre lang war er in der Musikindustrie tätig und arbeitete in verschiedenen Musikprojekten, vor allem als Songwriter und Mitglied der Hip-Hop-Gruppe Ritmi i Rrugës.

## Politische Karriere
Krasniqi engagierte sich seit 2004 aktiv in der Politik durch die PDK und leitete zunächst das Zentrum für politische Studien im Kabinett des Parteivorsitzenden Hashim Thaçi.
Nach der Bildung der PDK-Schattenregierung wurde Krasniqi zum Leiter der Abteilung für Jugend ernannt und im Oktober 2006 zum Vorsitzenden der Rinia Demokratike e Kosovës gewählt – der Jugendorganisation der PDK, die deren Mitglieder im Alter von 16 bis 30 Jahren vertritt. In dieser Position war er auch Mitglied des Präsidiums der PDK. Im Februar 2013 wurde Krasniqi zum stellvertretenden Vorsitzenden der PDK gewählt.
Bei den Parlamentswahlen 2007 wurde Krasniqi zum Abgeordneten der Versammlung des Kosovo gewählt und war Mitglied im Ausschuss für Bildung, Wissenschaft, Kultur, Jugend und Sport. Im Oktober 2008 wurde er zum politischen Berater des Premierministers und Sprecher der Regierung ernannt.
Bei den Parlamentswahlen 2010 wurde Krasniqi erneut in das Parlament des Kosovo gewählt und im Februar 2011 zum Minister im Ministerium für Kultur, Jugend und Sport ernannt. Bei den Parlamentswahlen 2014 wurde er wiedergewählt und im Dezember 2014 zum Minister im Ministerium für Landwirtschaft, Forstwirtschaft und ländliche Entwicklung ernannt. Bei den Parlamentswahlen 2017 wurde er wiedergewählt und fungierte ab September 2017 als Vorsitzender der PDK-Fraktion in der Versammlung des Kosovo. In der Legislaturperiode 2020–2021 war er Vizepräsident des kosovarischen Parlaments. Derzeit ist er Vorsitzender der PDK-Fraktion in der Versammlung des Kosovo und seit dem 3. Juli 2021 Vorsitzender der PDK.